# Schall und Rauch

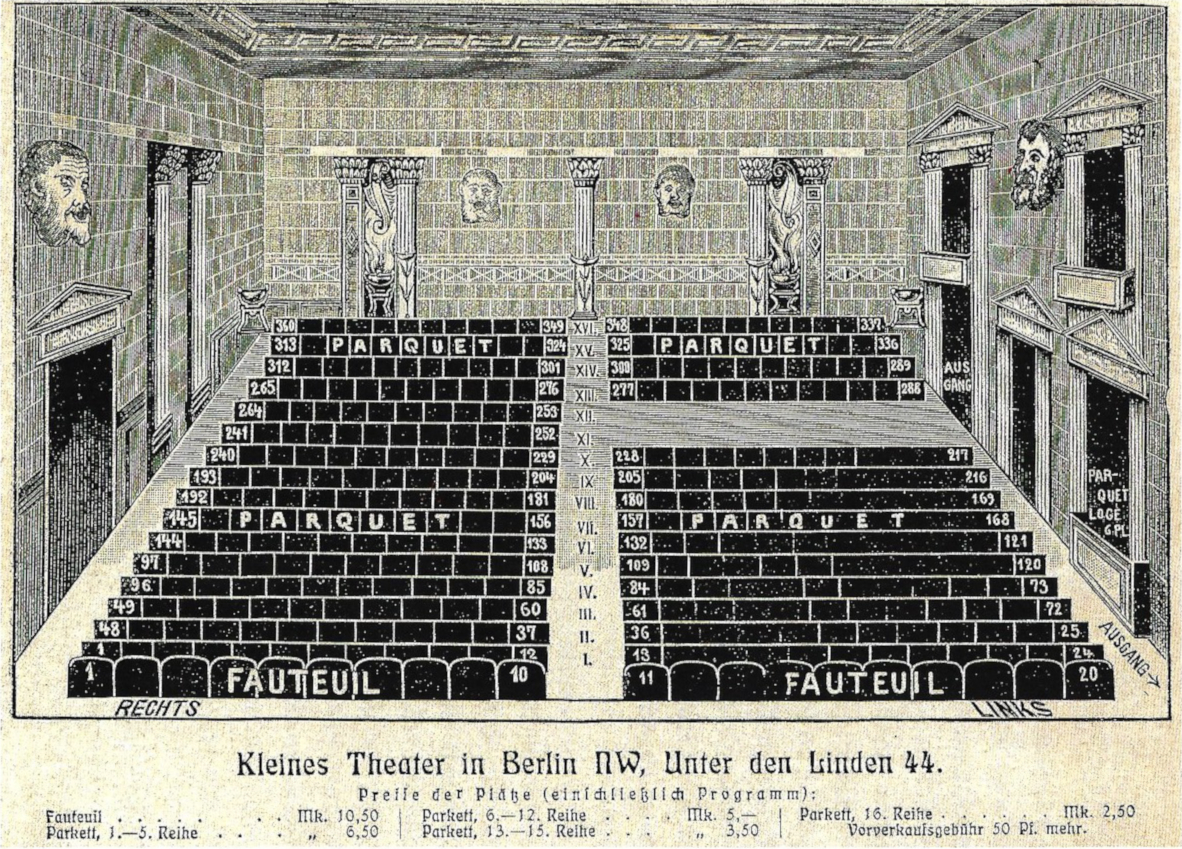
Plan de salle du Schall und Rauch, ancêtre du Kleines Theater

Le Schall und Rauch (Son et Fumée) est un cabaret littéraire berlinois fondé en 1901 par Max Reinhardt une première fois (jusqu'en 1902), puis rouvert en 1919, pour faire partie du grand mouvement des cabarets littéraires berlinois des années 1920.